# Антакарана
Антакарана или антанкарана, «жители скал» — племя малагасийцев, живущее на крайнем севере острова Мадагаскар, который отрезан от остального острова из-за горного массива Царатанана. Занимаются садоводством, скотоводством, рыбной ловлей. Регион богат кокосовыми пальмами, сахарным тростником, выращивается также кофе и арахис. Общая численность народа — по разным данным от 100 000 до 340 000 человек.
Несмотря на изоляцию, в XVIII—XIX веках земли народа антакарана были неоднократно захвачены завоевателями народов сакалава, мерина, а также французами. Некоторые ученые считают, что на язык народа антакарана очень сильно повлиял язык народа сакалава, однако другие уверены, что язык более похож на язык народа бецимисарака, которые также живут на севере острова.
Культура народа находится на первых стадиях развития. В центре их племенной идентификации находится история о том, как народ спасся от завоевателей из Мерина, скрывшись в пещерах и молясь.
Основная часть народа придерживается старых верований и только 2 % населения являются евангелистами. Регион, в котором живут представители антакарана, является одним из самых неразвитых на Мадагаскаре, что является причиной катастрофически низкого уровня образованности среди представителей данного народа.